# Dargart mac Finguine
Dargart mac Finguine (... – 685) fu un membro dei Cenél Comgaill, che discendevano da re Comgall mac Domangairt e che erano ubicati principalmente nell'area scozzese di Cowal.
Sposò la principessa pitta Der-Ilei, da cui ebbe due figli, i futuri re pitti Bridei e Nechtan. 